# Revolta minerilor de la Motru din 1981
Revolta minerilor de la Motru, din 19 octombrie 1981 a reprezentat o grevă și în același timp un protest desfășurate în bazinul carbonifer al Olteniei. Factor determinant imediat al evenimentelor a fost reprezentat de introducea raționalizării consumului unor produse alimentare în zonele miniere, areale care alături de orașul București fuseseră până atunci exceptate de la această măsură.